# زيلاند
تعد جزيرة زيلاند أو زيلندة أو زيلاندة (وتُسمى أيضًا سيلاند (Seeland) هي أكبر جزيرة (7,031  كم مربع) في الدنمارك ( لجزيرة التي تحتل المركز السادس والتسعين عالميًا من حيث المساحة ووتحتل المركز 35 من حيث عدد السكان). وترتبط جزيرة زيلاند بجزيرة فين عن طريق جسر الحزام العظيم وبـالسويد عبر جزيرة أماجير وجسر أوريسند.
وتقع عاصمة الدنمارك، كوبنهاغن، جزئيًا على الشاطئ الشرقي لجزيرة زيلاند ويقع الجزء الآخر على جزيرة أماجير. وتشمل المدن الأخرى على الجزيرة مدينتي روسكيلدة وإلزينور.

## الأصول الميثولوجية

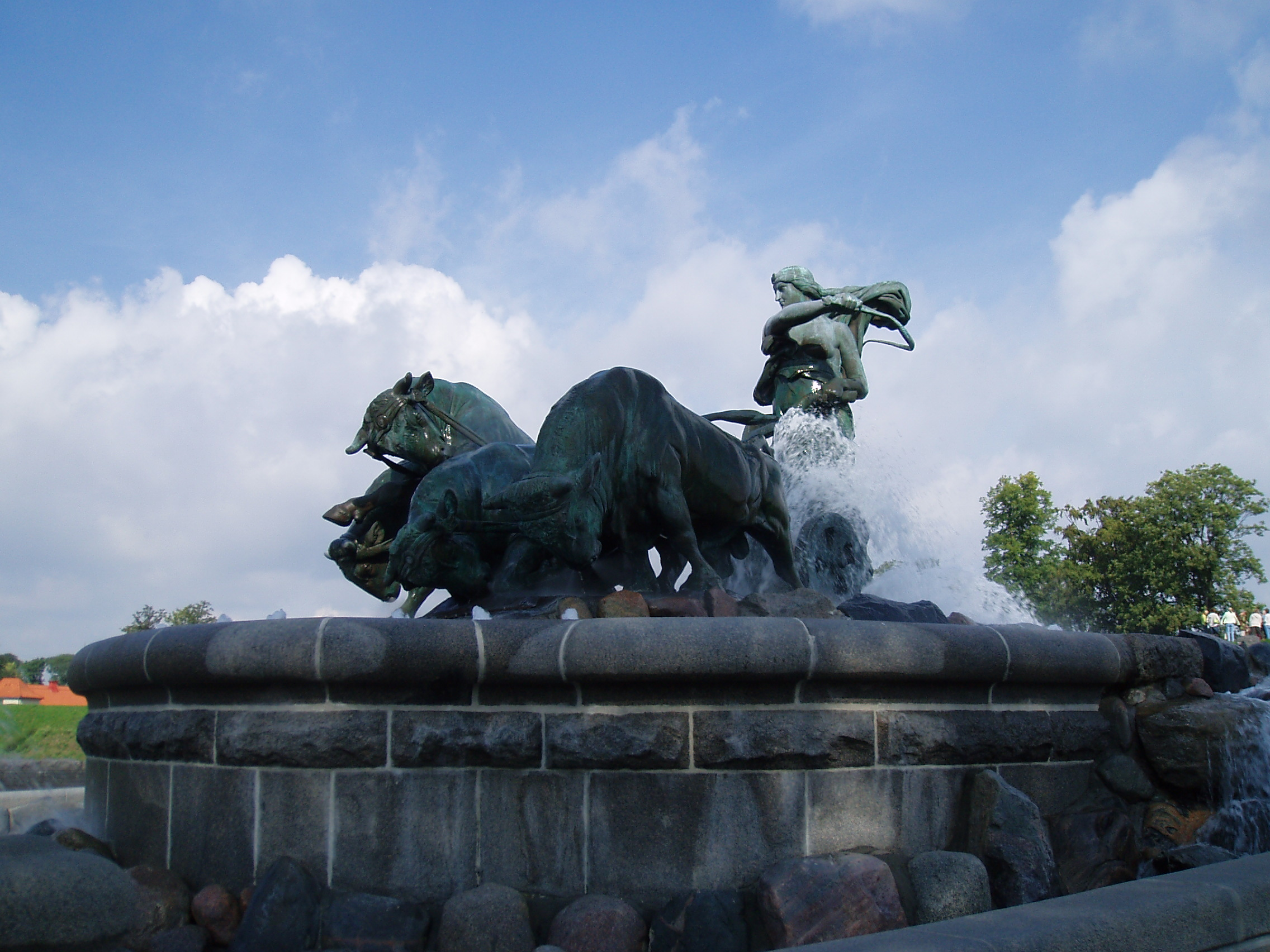
جيفيون المنحوتة لتصوير زيلاند من السويد.

في الميثولوجيا الإسكندنافية، قامت الإلهة جيفجون بإنشاء الجزيرة بعد أن خدعت جايلفي ملك السويد، كما ورد في رواية جايلفاجينينج. حيث نزعت جزءًا من الأرض، وقامت بنقله إلى الدنمارك، ومن هنا أصبحت جزيرة زيلاند. كانت هذه المنطقة الشاغرة مملوءة بالماء وأصبحت تسمى بحيرة مالارين. ومع ذلك، ومنذ أن أظهرت الخرائط الحديثة وجه التشابه بين زيلاند والبحيرة السويدية بحيرة فانيرن، فإنها تُعرَف أحيانًا بوصفها الحفرة التي خلفتها جيفجون.

## معلومات جغرافية
تعد جزيرة زيلاند أكثر الجزر الدنماركية المكتظة بالسكان (يُقدَّر عدد السكان. عام 2012 بحوالي 2,491,090 نسمة)، وثاني أكبر جزيرة في الدنمارك (2,714.7 متر مربع [7,031 كممربع]) بعد جرينلاند، وأيضًا الجزيرة التي تحتل المركز السادس والتسعين عالميًا من حيث المساحة. وهي منفصلة عن كلٍ من جزيرة فين عن طريق جسر الحزام العظيم، وجزيرة سكونيه في السويد عن طريق جسر أوريسند. تعتبر جزيرة زيلاند غير منتظمة الشكل، وهي تقع في شمال جزر لولاند، وفالستر، وموين.
وفي الخامس من يونيو عام 2007 ذكرت الشركة التابعة للإذاعة الوطنية راديو الدنمارك أن تل كوبانك الواقع في جنوب شرق البلاد بالقرب من مدينة روند في بلدية فاكس، مع وجود نقطة طبيعية من التضاريس بارتفاع 122.9 متر (403.21 feet)، هي أعلى نقطة طبيعية على جزيرة زيلاند. ويوجد في جيلدنلوفيشوج، جنوب مدينة روسكيلدة، مرتفع يصل إلى 126 مترًا (413.4 feet)، ولكن هذا يرجع إلى تلٍ من صنع الإنسان في القرن السابع عشر، وتبلغ أعلى نقطة طبيعية بها 121.3 متر فقط (397.96 feet).

## المدن، والبلدات، والقرى
- Albertslund
- Allerød
- Ballerup
- Borup
- كوبنهاغن (København)
- Ejby
- Egedal
- هيليسينكور (Helsingør)
- Espergærde
- Fredensborg
- فريدريكسبرغ (الدنمارك)
- Frederikssund
- Frederiksværk
- Gilleleje
- جينتوفتي  [لغات أخرى]‏
- Gladsaxe
- غلوستروب
- Gribskov Kommune
- Græsted
- Hellebæk
- Helsinge
- هيليرود
- Holbæk
- Hornbæk
- Humlebæk
- Hvidovre
- Ishøj
- Jyllinge
- Kalundborg
- Kokkedal
- Kongens Lyngby
- كورسور  [لغات أخرى]‏
- Køge
- Nykøbing Sjælland
- Næstved
- Præstø
- Ringsted
- روسكيلدا
- Rødovre
- Rørvig
- Skovlunde
- Skælskør
- سلاغيلس  [لغات أخرى]‏
- Slangerup
- Smerup
- Stenløse
- Solrød
- Sorø
- Taastrup
- Tisvilde
- Vallensbæk
- Vordingborg
- Ølstykke
- Ålsgårde